# Cerophysa aseanica
Cerophysa aseanica es un coleóptero de la familia Chrysomelidae.
Fue descrita científicamente en 2001 por Mohamedsaid.